# わたしをみつけて
『わたしをみつけて』は、中脇初枝による小説。書き下ろし。第27回山本周五郎賞候補作。
2012年に刊行された『きみはいい子』と同じ桜が丘という町を舞台に、児童養護施設で育った准看護師の主人公が、家族や医療の問題につまづきながらも自分の本当の居場所を見つけていく姿を描く。
2015年にNHK総合の「ドラマ10」枠にてテレビドラマ化された。

## 執筆背景
『きみはいい子』は当初、6つの短編で構成されるはずだったが、最初に書いた話が他の話に比べて短すぎたため除外されることになった。本作はその短すぎた作品を改めて書き直したものであるため、続編というより同じ世界観で一緒に生まれた作品であるという。そして、『きみはいい子』では「いい子だね」と言ってもらえない人間が主人公となっていたが、本作は逆に、「あなたはいい子でしょ」と言われ続けて苦悩する人間が主人公となっている。また、『きみはいい子』の5つの話は全て雨のシーンで終わっているが、本作では主人公の弥生がキーパーソンとなる菊地という人物とその雨の日に出会っており、これに「どんなに降り続いている雨でも、いつかはやむ。あがらない雨はない」という著者の思いが込められている。しかしラストについてはどうするか決めずに執筆を開始したため、登場人物が勝手に動き出して書き終えた際には「すごい！この人、こんなことをしちゃうんだ、格好いい！」と自分で驚いたという。

## あらすじ
慈森会桜が丘病院で准看護師として働く山本弥生は生まれてすぐ親に捨てられ、児童養護施設で育った。いつも“いい子”でいることを心がけ、自らの居場所を探し続けていた弥生はようやく得た居場所を失いたくないため、腕が悪いだけでなくセクハラをする院長や、患者にも看護師にも横柄な大野医師にも何ら意見することなく、波風が立たないように接して日々を過ごしていた。そんな中、理事長に引き抜かれて新しい師長・藤堂優子がやってくる。彼女は初日から大野医師の勤務態度や看護師の仕事の仕方、患者やその家族が抱える問題を即座に見抜いて指摘し、臆することなく次々と対処していくことで病院の空気を変えていく。
ある土曜の夜、腹痛を訴える急患・楠山幸一が救急車で運び込まれてくる。院長は急性虫垂炎と判断してオペしたものの、翌日に急変し、楠山は亡くなってしまう。残されていたレントゲンには虫垂炎では説明のつかない右横隔膜下のフリーエアーが写っていた。出勤してきた藤堂はいち早くそれに気づき、オペリーダーとして立ち会っていた弥生は手術について聞かれるが何も答えられず、上の指示に従うばかりで自分の目で患者を全く見ていないことを思い知らされる。また、患者遺族に真実を伝えない院長の手助けをした弥生に藤堂は、「あなた、かわいそうなひとね。あんな先生しか知らないんでしょ。」と哀れみの目を向ける。
弥生が通勤途中にあるアパートの前でいつも会う菊地勇が入院してくる。菊地は怒鳴り声や子供の泣き声が聞こえるというその2階建てアパートの1番奥の部屋のことを自分のことより気にかけていた。菊地に頼まれた弥生はアパートの様子を見に行き、そこが実は同僚の神田の部屋であることを知る。元凶であった神田の恋人は、神田の息子の担任教師の通報によってすでに逮捕されていた。神田は桜が丘病院を辞めて引っ越し、児童相談所に保護されている息子を引き取って2人で一緒にやり直す決意をしたと弥生に打ち明ける。
院長の誤診は繰り返され、それを見抜いた藤堂が患者を勝手に知り合いの救命医がいる啓大病院に運んだことが問題となり、藤堂はわずか2か月で病院を去ることになる。現場に居合わせた弥生も一時は辞めることを決意するが、自分がいるべき場所は菊地をはじめとした桜が丘病院の患者のそばだと思い直し、正看護師の資格をとってこの病院をさらに良くすると決意する。そして始まった菊地の大腸がん手術。出血が止まらないにもかかわらず、意固地に術法を変えず周りの意見も聞かない院長の指示を無視し、弥生は菊地を助けるため、初めて自分の意志で輸血に使う血液を求めて手術室を出て行く。

## 登場人物

### 慈森会（じしんかい）桜が丘病院
病床数54床の地域密着型病院（二次救急病院）。内科と外科と整形外科がある。駅からは丘を上って下ってもう一度上がった丘の上にあり、徒歩15分はかかる。そばを新幹線が走っており、病院の前の道の先は森になっていて、森の向こうには産業廃棄物処理場がある。

#### スタッフ
山本 弥生（やまもと やよい）
准看護師。32歳。看護学生のときから現在の付属の病院におり、准看をとってからも11年になる古株。そのため後輩看護師からは表向きは敬語で話しかけられるが、「ドクターお気に入りの准看護師」などと揶揄されたり、実際には後輩の正看護師の指示を受けて動く。数字を覚えるのが得意で、担当患者12人のバイタルなども正確に覚えていられるため、メモをとることが無い。
実は生まれた後すぐ産婦人科医院に捨てられていたため、児童養護施設で唯一の捨て子として育った。民法に従い、当時の区長の苗字が山本で、3月に拾われたことから「山本弥生」と名付けられた。幼い頃から「弥生ちゃんはいい子ね」と言って育てられ、唯一言ったわがままも「弥生ちゃんがそんな子だとは思わなかった」と拒絶されてしまったため、自分が“いい子”でなければ人に受け入れてもらえないと思っている。小学1年生の終わりに榊原という夫婦に引き取られたこともあるが、あまりに嬉しすぎて自分がどんなことをしても捨てられない確証が欲しくなり、わざと悪さをしたところ、「ちっともいい子じゃない」と児童相談所に連れていかれ、一時保護所へ入れられてしまった。その後、前とは別の施設に入れられたが、やはりそこでも「いい子だね」と育てられた。トラウマになってしまったため施設の人間に対しても掛け算ができないことを素直に言えず、九九ではなくひたすら同じ数を足すことでやりすごし、大人になった今でも掛け算ができないことをごまかし隠し続けている。
藤堂 優子（とうどう ゆうこ）
理事長に引き抜かれてやってきた新しい師長。前の職場では看護部長だった。前の師長と同年代だが、すらりとした長身だった前師長とは対照的に子供のように背が低く、化粧っ気が無い。白髪まじりの頭にパーマをかけている。常に笑顔だが、目が細く、笑うと皺と一緒に1本の線になる。声はよく響く。救急看護認定看護師・手術看護認定看護師の資格を持っており、入職1日目で入院患者52人すべての状態と課題を把握した。
2歳の時、本当は尿毒症による意識障害だったにもかかわらず、誤診で精神病を疑われ手遅れで亡くなった父の日記を見て、看護師になることを決意。その後母子家庭ながらも奨学金をもらい働きながら学校へ通い、まず准看護師になった。そこからステップアップし、今に至る。
院長
いつもふざけたり、ヘラヘラしてばかりいる。自分ではめられるにもかかわらず手袋は看護師にはめさせ、お尻を撫でるなどセクハラ行為も珍しくない。腕も良くない。
大野（おおの）
内科の医師。常に30分遅れて出勤する。自分だけがえらいと思っており、患者にも看護師にも横柄な態度をとる。特に神田を嫌っており、渡し方が悪いと舌圧子を投げつけることもあった。
神田（かんだ）
弥生と同い年の正看護師。桜が丘病院には勤めて1年と少し。子供がいる。付き合っている男の煙草の臭いがうつっていてタバコ臭いだけでなく、肩や背中にいつもあざを作っている。「あの」をすぐ挟み、自分のことでなくても「すみません」とすぐ謝る。言葉は文章になっていないことが多い。男は病院にまで金の無心をしに来る。
理事長
頭は禿げあがり、顔はシワだらけ。いつも笑みを絶やさない。藤堂師長をひきぬいてきた。
小森（こもり）
整形外科の医師。笹谷の担当。
今井（いまい）
看護部長。
五十嵐（いがらし） / 関（せき）
正看護師。弥生よりも後輩。
近藤（こんどう）
准看護師。師長よりも年輩。独身。
飯野（いいの）
今年入職したばかりの准看護師。20歳そこそこ。

#### 患者
坂本（さかもと）
患者。80歳男性。元大工。見舞客はほとんどおらず、声を出すことも笑うこともあまりないが、痛みの訴えだけは多い。いつも不機嫌で看護師を睨みつけるが、藤堂には初対面の時から笑顔を見せる。
笹谷（ささたに）
整形外科の患者。藤堂が挨拶周りに来た時はすでに午後の退院が決まっていたが、初対面にもかかわらず自分の病状説明を頼み、答えを聞いて満足する。
一宮 シメ（いちみや しめ）
整形外科病棟305号室の患者。81歳女性。自宅で転んで骨折し、認知症もある。40代くらいの娘がいて毎日のように看病しにくるが、「あんたのせいでこんなところに入らなきゃならない」「あんたなんか生まなきゃよかった」「武史（息子）は来ないの？」と罵るため、娘はうつ病を発症した。息子の武史は見舞いには全く来ない。栗まんじゅうが好き。
シメ自身も8番目の子供で、7番目の姉が最後という意味をこめたトメという名前だったにもかかわらず生まれてきてしまった望まれない子供だった。
肺炎で亡くなるが、最期まで娘ではなく息子の名前を呼び続けた。
楠山 幸一（くすやま こういち）
腹痛で救急で運び込まれた患者。35歳。虫垂炎による腹膜炎と院長に診断され手術を受けるが、翌日急変して亡くなる。
早川 京子（はやかわ きょうこ）
腹痛で救急車で運ばれてきた患者。42歳。虫垂炎と院長に診断されて手術を受ける。しかし実際は十二指腸が破れており、師長が機転を利かせて啓大病院に送ったおかげで命をとりとめた。
菊地 勇（きくち いさむ）
消防団の帽子をかぶり、ラッキーという黒いラブラドールレトリバー（メス）を連れて散歩していた男性で、弥生は通勤途中に何度か姿を見かけていた。背が高くて姿勢が良く、強面だが鼻筋が通った顔立ちで66歳という実年齢より若く見える。津軽出身でなまっている。スーパー「ヤオサワ」の勤続30年記念の金メッキの腕時計をいつもしている。
それまで病院には縁がないことが自慢だったが、健康診断で便潜血でひっかかり、大腸がんの疑いで桜が丘病院に検査入院してくる。見舞いには奥さんや同年代の人、消防団の仲間、娘や息子や勇樹（ゆうき）という孫、学校の先生と生徒たちまで来ていた。奥さんは洗濯好き。
弥生が九九ができないことを打ち明けると、誰にも言わないと約束しつつ「それでも看護師になるなんてすばらしい」と褒め、九九をひらがなで書いたものを渡してくれる。

### その他
松井（まつい）
啓大病院の救命医。藤堂師長と知り合い。
みき
最初の施設で弥生が1番仲が良かった子。弥生より1つ年上。親は健在で、休みになると家に帰る。弥生とケンカになった時、「弥生ちゃんは捨て子だからわがままなんだよ」と言ってしまう。
幸子（さちこ）
2か所目の施設での弥生の担当。化粧気はなく、髪の毛も少なく白髪が目立つ。ほっそりしている。
あや
2か所目の施設で、壁やベッドの足に自分で何度も頭をぶつけていた男の子の担当者。
花乃（はなの）
弥生が小学5年生の時に施設にやって来た女の子。おかしいことをはっきりおかしいと言う。弥生に、明日というものがあることを気づかせた子。
川村 賢二（かわむら けんじ）
藤堂師長が看護師になって初めて注射をした患者。失敗してもニコニコと受け入れ、「明日もおいで」と言う。

## テレビドラマ
2015年11月24日からNHK総合の「ドラマ10」枠で放送された。全4回。主演は瀧本美織。
2015年8月にクランクイン。撮影はほとんどが新病院移転に伴い5月に閉院したばかりの旧交野病院（大阪府交野市）で行われ、約1か月半後の9月末にクランクアップした。
元々は星がきれいによく見えたというのが由来である星美ヶ丘（ほしみがおか）病院を舞台に、エンディングイメージや主人公の弥生が使う室内プラネタリウムなど、星がモチーフとして物語の各所に組み込まれている。

### キャスト
山本弥生（やまもと やよい）〈26〉
演 - 瀧本美織（少女時代：田中里念）
星美ヶ丘病院の准看護師。平成元年3月1日に桧山産婦人科の前に捨てられ、その後は養護施設で育った。
藤堂優子（とうどう ゆうこ）〈48〉
演 - 鈴木保奈美
星美ヶ丘病院の新任看護師長。救急看護認定と緩和ケアの認定看護師。元は県立病院の看護部長だったが、しばらく現場から遠ざかっていたのを事務長の雅之が交渉して連れてきた。
後藤啓一郎（ごとう けいいちろう）
演 - 本田博太郎
星美ヶ丘病院の院長。外科医。50年前に父親が病床数60からスタートした星美ヶ丘病院を継ぎ、130床にまで増やした自負がある。雅之が医師になって跡を継いでくれなかったことを苦々しく思っている。
自らが重要な所見を見逃したことにショックを受け、医師としての限界を意識する。
後藤雅之（ごとう まさゆき）
演 - 溝端淳平
星美ヶ丘病院の事務長。啓一郎の息子。医学部に入ったが、家族の期待や圧力、そして元々血を見ることが苦手で臨床実験にどうしても耐えられずドロップアウトした。
神田恵美子（かんだ えみこ）
演 - 初音映莉子
星美ヶ丘病院の正看護師。シングルマザー。ダメ男だとわかっていながら、柏木から離れられないでいる。
五十嵐奈菜（いがらし なな）
演 - 奥村佳恵
星美ヶ丘病院の正看護師。関西弁で話す。
関美千代（せき みちよ）
演 - 野村麻純
星美ヶ丘病院の正看護師。
飯野七海（いいの ななみ）
演 - 志保
星美ヶ丘病院の新人准看護師。
菊地勇（きくち いさむ）
演 - 古谷一行
星美ヶ丘地区に住む津軽出身の男性。ボランティアで近所の小学校の登下校の見守りをしている。
大腸がんの疑いで星美ヶ丘病院に入院してくる。自分と同じ金の卵世代である院長に手術してもらうことを切望する。
菊地勇樹（きくち ゆうき）
演 - 宮﨑航平（第2 - 4回）
勇の孫。九九の練習をしている。
楠山幸一（くすやま こういち）
演 - 木内義一（第1回）
星美ヶ丘病院の入院患者。院長に化膿性虫垂炎と診断されてオペを受けるが、2日後に急変して亡くなる。
坂本（さかもと）
演 - 佐川満男（第1回）
星美ヶ丘病院の入院患者。
一宮シメ（いちのみや しめ）
演 - 佐々木すみ江（第1 - 2回）
星美ヶ丘病院の238号室の入院患者。認知症と肺炎を患っている。毎日見舞いに来る娘より、息子の武史（たけし）が来ることを切望している。
一宮幸子（いちのみや さちこ）
演 - 根岸季衣（第1 - 2回）
　シメの娘。毎日のように見舞いに訪れるが、シメにいつも罵られる。
早川京子（はやかわ きょうこ）〈42〉
演 - 福田里加（第2 - 3回）
入院患者。院長に蜂窩織炎性の虫垂炎と診断され手術を受けるが、オペ後もみぞおちあたりの痛みが収まらず、弥生と師長によって面山（おもてやま）病院に搬送される。
神田雄太（かんだ ゆうた）
演 - 岡田篤哉（第3 - 4回）
恵美子の息子。
柏木 達也
演 - 中村嘉宏（第1,3回）
恵美子に金をせびりに病院までやって来たり、恵美子と雄太に暴力をふるう。

### スタッフ
- 原作 - 中脇初枝『わたしをみつけて』
- 脚本 - 森脇京子（1回、3回）、坂口理子（2回、最終回）
- 音楽 - 澁江夏奈
- 主題歌 - androp「Kokoro」（unBORDE / ワーナーミュージック・ジャパン）[23]
- 医事監修 - 大口善郎、大道道大
- 看護指導 - 鳥井美由季
- 医事指導 - 髙田秀穂、上池渉、岡空達夫
- 津軽ことば指導 - 工藤恭造
- 大阪ことば指導 - 一木美貴子
- 制作統括 - 三鬼一希[8]
- プロデューサー - 山本晃久
- 美術 - 荒川大輔
- 技術 - 森本祐二、向井進
- 音響効果 - 佐藤あい、嶋野聡
- 撮影 - 西鍵真治、清水昇一郎
- 照明 - 笠原竜二、松崎隆志
- 音声 - 大成友二、惣田睦弘、林江美
- 映像技術 - 岩岡良和、備中正幸
- VFX - 峯田俊介
- 記録・編集 - 藤澤加奈子
- 演出 - 野田雄介
- 制作・著作 - NHK大阪放送局

### 放送日程
| 各話   | 放送日   | サブタイトル             | 脚本     |
| ------ | -------- | ------------------------ | -------- |
| 第1回  | 11月24日 | ずっと、泣きたかった     | 森脇京子 |
| 第2回  | 12月01日 | もう嘘（うそ）はつかない | 坂口理子 |
| 第3回  | 12月08日 | いい子じゃなくてもいい   | 森脇京子 |
| 最終回 | 12月15日 | わたしがいる場所         | 坂口理子 |

| NHK ドラマ10                                                               | NHK ドラマ10                                 | NHK ドラマ10                        |
| 前番組                                                                     | 番組名                                       | 次番組                              |
| -------------------------------------------------------------------------- | -------------------------------------------- | ----------------------------------- |
| デザイナーベイビー - 速水刑事、産休前の難事件 - （2015.9.22 - 2015.11.10） | わたしをみつけて （2015.11.24 - 2015.12.15） | 愛おしくて （2016.1.12 - 2016.3.1） |